# سولي (فلم)
سولي (بالإنجليزية: Sully) هو فيلم سيرة ذاتية درامي أمريكي من إخراج وإنتاج كلينت إيستوود وكتابة تود كومارنيكي. الفيلم من بطولة توم هانكس، آرون إيكهارت، لورا ليني، آنا غان، أوتوم ريسر، هولت مكالاني و‌جيري فيرارا.

## نبذة عن القصة
تدور الأحداث حول الطيار تشيسلي سولنبرغر الذي هبط هبوط بطولي بطائرة على نهر هدسون.

## ترشيحات وجوائز
فاز بالعديد من الجوائز ومنها:
- جائزة أكاديمية اليابان
- جوائز خيار الشعب

## روابط خارجية
- سولي على موقع IMDb (الإنجليزية)
- سولي على موقع ميتاكريتيك (الإنجليزية)
- سولي على موقع روتن توميتوز (الإنجليزية)
- سولي على موقع نتفليكس (الإنجليزية)
- سولي على موقع قاعدة بيانات الأفلام العربية
- سولي على موقع ألو سيني (الفرنسية)
- سولي على موقع Turner Classic Movies (الإنجليزية)
- سولي على موقع أول موفي (الإنجليزية)
- سولي على موقع بوكس أوفيس موجو (الإنجليزية)
- سولي على موقع فيلمافينيتي (الإسبانية)